# دموپولیس (آلاباما)
دموپولیس (به انگلیسی: Demopolis) شهری در شهرستان مارنگو ایالت آلاباما است که مساحت آن ۴۶٫۷۸ کیلومتر مربع است و در سرشماری سال ۲۰۱۰ میلادی، ۷٬۴۸۳ نفر جمعیت داشته و تراکم جمعیتی آن، ۱۵۹٫۹۶ نفر در هر کیلومتر مربع بوده است.